# Mosty Dekarskie
Mosty Dekarskie (Mosty w ulicy Dekarskiej, Weide Brücke) – mosty położone we Wrocławiu, stanowiące przeprawę nad rzeką Widawa oraz jej ramionami bocznymi. Mosty łączą obszar osiedla Wiadawa – Pracze Widawskie, z bezimienną wyspą otoczoną przez koryto Widawy oraz ramię boczne tej rzeki, tzw. Starą Widawę. Częściowo jest to wrocławska wyspa, a częściowo przynależy do miejscowości Psary, położonej na północ od rzeki, za Starą Widawą, w Gminie Wisznia Mała. Teren wyspy przy północnym przyczółku mostu I, oraz obszar, na którym położone są mosty II i III, w całości przynależy do Wrocławia, także niewielki skrawek terenu położony za Starą Widawą, przy północnym przyczółku mostu III. Mosty zlokalizowane są w ciągu ulicy Dekarskiej/Zduńskiej; wzdłuż południowego brzegu rzeki przebiega ulica Fryzjerska (południowy przyczółek mostu I. Do mostu III (obecnie nie istnieje) dochodzi droga gruntowa, która w miejscowości Psary stanowi ulicę Widawską. Nazwa Most Dekarski na planach miast odnoszona jest do mostu południowego nad korytem Widawy (most I). W sąsiedztwie mostu istniał niegdyś młyn wodny.
Dwa pierwsze mosty powstały w 1952 roku. Były to mosty przerzucone nad korytem rzeki Widawa i ramieniem tej rzeki położonym nieco na północ od koryta głównego. Most trzeci, nad Starą Widawą wybudowany został w 1993 roku. 
Most I to most jednoprzęsłowy, jego długość wynosi 10,6 m, szerokość 7,5 m, w tym 6,2 m to jezdnia, a chodnik ma 0,6 m szerokości. Most II również składa się jednego przęsła od długości 9,2 m i szerokości 7,45 m, w tym 6,85 m wynosi szerokość jezdni. Oba mosty wykonane zostały w konstrukcji w postaci belek z płytą żelbetową pomostu. Nawierzchnia wykonana została jako bitumiczna. Konstrukcja mostu III to dwa przęsła również o belkowym ustroju nośnym (wolnopodparty schemat statyczny). Jego długość wynosi 7,5 m, szerokość 4,8 m, w tym 3,55 m to szerokość jezdni. Nawierzchnię wykonano z drewna. 

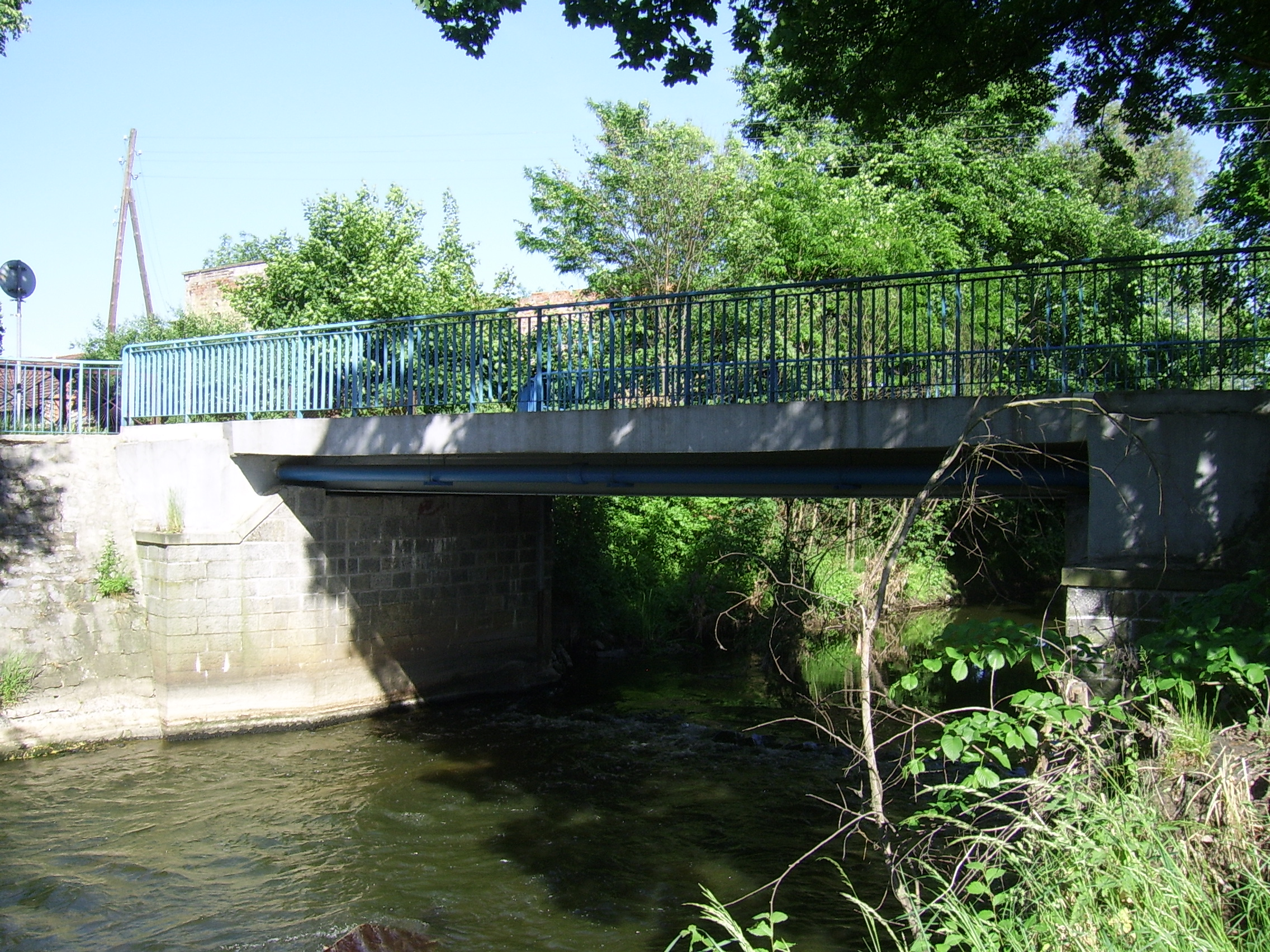
Drugi z Mostów Dekarskich